# People Are Strange
«People Are Strange» — песня группы The Doors, выпущенная в качестве сингла в сентябре 1967 года. Она вошла в их второй альбом Strange Days, который также был выпущен в сентябре 1967 года. Песня поднялась до 12-й позиции в американском чарте Billboard Hot 100 и вошла в десятку лучших в чарте Cash Box. Песня была написана Робби Кригером и Джимом Моррисоном, хотя авторами песни значились все музыканты The Doors.
Однажды ночью в начале 1967 года Моррисон зашёл к Денсмору и Кригеру «по-настоящему потерянным, в суицидальном настроении». Вместе они отправились на вершину каньона Лорел, приняли ЛСД, а после отправились в студию Sunset Sound Records и записали эту композицию, имеющую «чёрное, психоделическое» настроение. Барабанщик Джон Денсмор считает, что эта песня была демонстрацией «уязвимости» Моррисона.

## Участники записи

### Музыканты
- Джим Моррисон — ведущий и бэк-вокал
- Рэй Манзарек — орган Vox Continental, tack piano
- Робби Кригер — слайд-гитара
- Джон Денсмор — ударные
- Дуг Любан – бас-гитара

### Запись
- Пол Ротшильд — продюсер
- Брюс Ботник — звукоинженер

## Чарты
| Чарт         | Наивысшая позиция |
| ------------ | ----------------- |
| U.S. Hot 100 | 12                |
| Cash Box     | 10                |

## Иноязычные версии
- Филипп Киркоров использовал мелодию песни для своей композиции «Мышь».
- Кам’яний Гість, украинская версия (2012, альбом «60/70»). Источник.